# Acide 3-aminobenzoïque
L'acide 3-aminobenzoïque (également connu sous le nom d'acide méta-aminobenzoïque ou MABA) est un composé organique de formule moléculaire H2NC6H4CO2H. C'est l'isomère de l'acide aminobenzoïque pour lequel les groupes carboxyle et amine sont en positions 1,3 (ou meta).

## Propriétés
Le MABA est un solide blanc, bien que les échantillons commerciaux soient souvent colorés. Il n'est que légèrement soluble dans l'eau. Il est soluble dans l'acétone, l'eau bouillante, l'alcool chaud, le chloroforme chaud et l'éther. Il consiste en un cycle benzénique substitué par un groupe amino et un acide carboxylique. Il présente par ailleurs une faible toxicité mais ne démontre pas de lien de mutagénicité ou de cancérogénicité.

## Synthèse
L'acide 3-aminobenzoïque peut être obtenu par réduction de l'acide 3-nitrobenzoïque. Le zinc élémentaire dans l'acide chlorhydrique ou l'hydrazine conviennent alors comme agents réducteurs.

## Utilisation
Il est principalement utilisé pour la fabrication de colorants azoïques.